# Too Much Love Will Kill You
«Too Much Love Will Kill You» — песня, написанная британским гитаристом Брайаном Мэем из группы Queen, Фрэнком Маскером и Элизабет Ламерс. Песня вдохновлена распадом первого брака Мэя и влечением к его будущей жене, Аните Добсон. Она была впервые записана Queen около 1988 года или ранее и должна была быть включена в очередной студийный альбом группы The Miracle в 1989 году, но не попала в список из-за юридических споров после решения группы о том, что авторство всех песен альбома будет приписано группе, а не отдельным лицам.
После смерти Фредди Меркьюри в 1991 году Мэй аранжировал сольную версию, которую он исполнил на концерте памяти этого музыканта в 1992 году и впоследствии включил в свой сольный альбом Back to the Light в том же году. Когда он был выпущен как сингл, он достиг пятого места в UK Singles Chart, второго места во Фламандском регионе Бельгии и возглавил национальный рейтинг в Нидерландах. Поскольку песня была впервые сыграна публично на мемориальном концерте, распространено заблуждение, что она была написана как дань уважения Фредди Меркьюри, хотя на самом деле она была написана за несколько лет до его смерти, а Фредди даже исполнил ведущий вокал в версии Queen, вышедшей в альбоме «Made in Heaven».
Версия этой песни, записанная в 1989 году, с Меркьюри на вокале, была включена в альбом группы 1995 года Made in Heaven. Выпущенная в качестве сингла в 1996 году, эта версия была менее успешной, чем версия Мэя в Европе, но она впервые позволила песне попасть в чарты Северной Америки. В 1999 году он был включен в сборник Queen Greatest Hits III.
В 2003 году на концерте «Паваротти и друзья» песню дуэтом исполнили Брайан Мэй и Лучано Паваротти. Великий тенор сам попросил Брайана спеть эту песню вместе с ним.

## Список композиций
| №  | Название                      | Автор(ы)                                  | Длительность |
| -- | ----------------------------- | ----------------------------------------- | ------------ |
| 1. | «Too Much Love Will Kill You» | Брайан Мэй, Фрэнк Маскер, Элизабет Ламерс | 4:29         |

| №  | Название     | Автор(ы) | Длительность |
| -- | ------------ | -------- | ------------ |
| 1. | «I’m Scared» | Мэй      | 4:00         |

| №  | Название                                        | Автор(ы)                                  | Длительность |
| -- | ----------------------------------------------- | ----------------------------------------- | ------------ |
| 1. | «Too Much Love Will Kill You»                   | Брайан Мэй, Фрэнк Маскер, Элизабет Ламерс | 4:33         |
| 2. | «I’m Scared»                                    | Мэй                                       | 4:01         |
| 3. | «Too Much Love Will Kill You» (гитарная версия) | Мэй, Маскер, Ламерс                       | 4:32         |
| 4. | «Driven by You» (новая версия)                  | Мэй                                       | 4:11         |

## Позиции в хит-парадах

### Еженедельные чарты
| Хит-парад (1992)                   | Высшая позиция | Пребывание в чарте |
| ---------------------------------- | -------------- | ------------------ |
| Австралия (ARIA)                   | 18             | 11 недель          |
| Австрия (Ö3 Austria Top 40)        | 20             | 8 недель           |
| Бельгия/Фландрия (Ultratop 50)     | 2              | 14 недель          |
| Великобритания (UK Singles Chart)  | 5              | 9 недель           |
| Германия (GfK)                     | 5              | 14 недель          |
| Ирландия (Irish Singles Chart)     | 7              | 6 недель           |
| Нидерланды (Single Top 100)        | 1              | 17 недель          |
| Новая Зеландия (Recorded Music NZ) | 10             | 8 недель           |
| Норвегия (VG-lista)                | 4              | 7 недель           |
| Португалия (AFP)                   | 7              | 1 неделя           |
| Швейцария (Schweizer Hitparade)    | 26             | 9 недель           |
| Швеция (Sverigetopplistan)         | 26             | 3 недели           |

| Хит-парад (1992)            | Позиция |
| --------------------------- | ------- |
| Бельгия/Фландрия (Ultratop) | 27      |
| Великобритания (UK Singles) | 45      |
| Европа (Eurochart Hot 100)  | 70      |
| Нидерланды (Single Top 100) | 11      |

| Регион                                                      | Сертификация | Продажи  |
| ----------------------------------------------------------- | ------------ | -------- |
| Нидерланды (NVPI)                                           | Золотой      | 50 000^  |
| Великобритания (BPI)                                        | Серебряный   | 200 000^ |
| ^ Данные о тиражах приведены только на основе сертификации. |              |          |

## Версия Queen
В 1995 году оставшиеся участники Queen решили включить оригинальную запись «Too Much Love Will Kill You» с вокалом Меркьюри в альбом Made in Heaven, выпущенный через четыре года после смерти Меркьюри. Версия Queen заняла 15-е место в британском хит-параде синглов и 19-е место в канадском чарте RPM 100 Hit Tracks.
Хотя ей не удалось повторить успех сольной версии Мэя в чартах, версия Queen с тех пор стала считаться основной версией песни после того, как в 1996 году она была удостоена премии Айвора Новелло в категории «Лучшая песня в музыкальном и лирическом плане» (позже Мэй сказал, что если была одна песня, за которую он хотел бы получить награду, то именно за эту), и она была включена в список лучших хитов Greatest Hits III.

## Список композиций
| №  | Название                      | Автор(ы)                                  | Длительность |
| -- | ----------------------------- | ----------------------------------------- | ------------ |
| 1. | «Too Much Love Will Kill You» | Брайан Мэй, Фрэнк Маскер, Элизабет Ламерс | 4:20         |

| №  | Название               | Автор(ы)        | Длительность |
| -- | ---------------------- | --------------- | ------------ |
| 1. | «We Will Rock You»     | Мэй             | 2:01         |
| 2. | «We Are the Champions» | Фредди Меркьюри | 2:59         |

| №  | Название                      | Автор(ы)                                  | Длительность |
| -- | ----------------------------- | ----------------------------------------- | ------------ |
| 1. | «Too Much Love Will Kill You» | Брайан Мэй, Фрэнк Маскер, Элизабет Ламерс | 4:20         |
| 2. | «Spread Your Wings»           | Джон Дикон                                | 4:32         |
| 3. | «We Will Rock You»            | Мэй                                       | 2:01         |
| 4. | «We Are the Champions»        | Меркьюри                                  | 2:59         |

## Видеоклип
На эту песню снято два видеоклипа:
Сольное видео Брайана Мэя: это видео никогда официально не издавалось.
Клип Queen: промовидео 1995 года в рамках проекта Queen Made in Heaven (впервые издано в 1999 году).

## Позиции в хит-парадах

### Еженедельные чарты
| Хит-парад (1995—1997)                          | Высшая позиция | Пребывание в чарте |
| ---------------------------------------------- | -------------- | ------------------ |
| Бельгия/Фландрия (Ultratop 50)                 | 10             | нет данных         |
| Великобритания (UK Singles Chart)              | 15             | 7 недель           |
| Ирландия (Irish Singles Chart)                 | 28             | 1 неделя           |
| Канада (RPM 100 Hit Tracks)                    | 19             | 17 недель          |
| Канада (RPM Adult Contemporary Tracks)         | 25             | 13 недель          |
| США (Billboard Bubbling Under Hot 100)         | 18             | 2 недели           |
| Шотландия (Scottish Singles and Albums Charts) | 11             | 7 недель           |

### Сертификации и продажи
| Регион                                                                      | Сертификация | Продажи |
| --------------------------------------------------------------------------- | ------------ | ------- |
| Великобритания (BPI) · уровень продаж начиная с 2004 года                   | Серебряный   | 200 000 |
| Данные о продажах + прослушиваниях приведены только на основе сертификации. |              |         |